# 炉

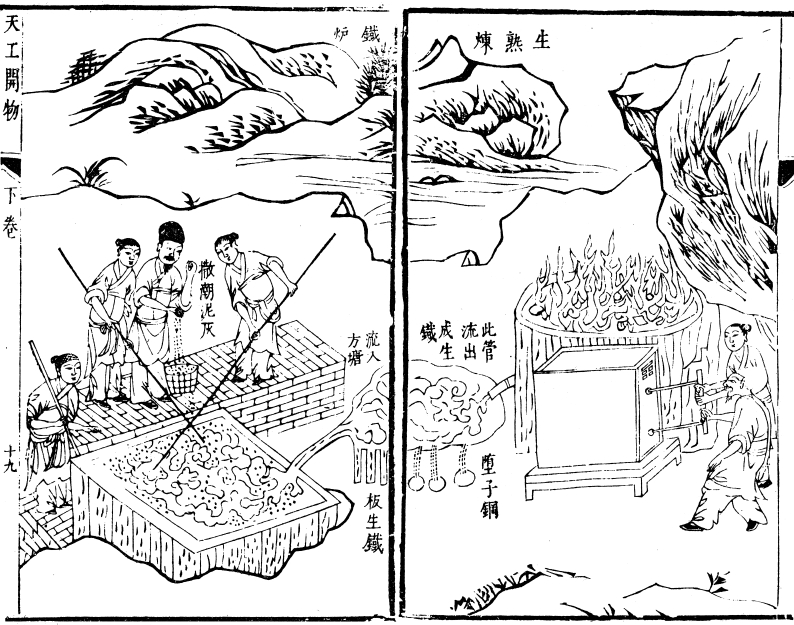
中国の古代の製鉄。炉を使って鉄鉱石を溶かして精錬している。『天工開物』(宋応星編著、1637)より

炉（ろ）とは、金属の溶解や食品の加工製造など火を使用する設備の総称。

## 現代における炉

### 用途による分類
炉は工業炉（焼鈍炉、焼入炉、溶解炉など）とそれ以外の炉（パン焼き炉、焼却炉など）に大別できる。

#### 工業炉
工業炉は鉄鋼用炉、非鉄金属用炉、窯業用炉、化学工業用炉、乾燥炉などに分類される。
- 鉄鋼用炉
  - 製銑・製鋼及び鋳造用炉 - 高炉、転炉、焼結炉、キューポラなど[1]。なお、溶錬のための炉は特に溶錬炉（ようれんろ）という[2]。
  - 圧延・鍛造用炉 - 灼熱炉、圧延用加熱炉、鍛造用加熱炉など[1]。
  - 熱処理炉 - 焼鈍炉、ろう付け炉、浸炭炉、めっき炉など[1]。
- 非鉄金属用炉
- 窯業用炉
  - 溶解炉 - ガラス溶解炉など[1]。
  - 焼成炉 - ものを高熱で焼いて焼成するための炉。セメント焼成炉（ロータリーキルンなど）、陶磁器・タイル・瓦焼成炉など[1]。
- 化学工業用炉
化学工業用炉には石炭化学用炉や石油（天然ガス）化学用炉がある[1]。

#### 工業炉以外の炉
工業炉以外の炉にはパン焼き炉、ピザ窯、揚げ物用炉、営業用風呂釜、焼却炉などがある。
- 暖炉 - 室内を暖めるための炉
- 焼却炉 - 可燃性のものを燃焼せしめて、消滅・灰化・減容化するために用いる炉。塵芥（ゴミ）焼却炉や火葬炉などがある。

このほか「炉」の名をもつ器具がある。
- 香炉
- 焙炉
- 焜炉

### 熱源による分類
加熱するための熱源（燃料）としては、ガス、木炭、木薪、石炭・コークス、電熱などが用いられる。なお、日本語では、核反応によって熱を発生する装置も「炉」と表現する（原子炉）。

### 構造による分類

#### 開放炉と煙突炉
排出ガスや火の粉を放出するための煙突や排気筒の有無により、鋳物工場や焼入工場などで利用されている煙突等のない開放炉と、煙突等を設置した煙突炉がある。

## 考古学における炉
考古学では、遺跡の発掘調査において、過去人類が燃焼を用いる作業を行った形跡を示す遺構が検出されることがあり、炉、あるいは炉跡（ろあと）と呼ばれる。集落遺跡の建築物（竪穴建物や平地建物など）の内外から検出される炉跡は、食料の煮炊き（調理）や照明、暖房施設として使用されたものと考えられており、生産関連遺跡では製鉄・鉄器生産などの鍛冶に使われた炉が検出されている。

### 集落遺跡における炉
集落内における煮炊きや照明、暖房として使われた炉で、構造・形態などで様々な種類が存在する。竪穴建物などの建物内部床面に造られるもの（屋内炉）や、建物の外に造られるもの（屋外炉）もある。
- 地床炉（じしょうろ）:地面を掘りくぼめて燃焼部（火床:ほど）としたもので、旧石器時代から古代まで広く使われた[5]。
- 石囲炉（いしがこいろ）:扁平な石で炉の周囲を囲うもの。内部に底を打ち欠いた土器（炉体土器）をもつものもある[5]。
- 石床炉（せきしょうろ）:浅い掘り込みの中に扁平な礫を据えたもの[5]。
- 土器埋設炉（どきまいせつろ）:地面を掘り窪め、土器の胴部を打ち欠き底抜けにしたものを据えたもの。縄文時代に見られる[5]。
- 土器囲炉（どきがこいろ）:土器片囲炉（どきへんかこいろ）とも。石囲炉が平らな石で炉の縁を囲うように、土器の破片を周囲で縁を囲ったもの。さらにその内側に炉体土器を据えるものもある[5]。
- 粘土床炉（ねんどしょうろ）:火皿炉（ひざらろ）とも。地面を掘り窪め、内部に粘土を充填して火床としたもの[5]。
- 複式炉（ふくしきろ）:炉体土器を1基または2基配置し、その前に石敷きを組み、さらにその前に地面を掘りくぼめた部分（前庭部）を設ける独特の構造を持つ炉。縄文時代中期末から後期にかけて、東北地方南部を中心に出現した[6][7]。
- 炉穴（ろあな）:煙道付炉穴（えんどうつきろあな）、連結土坑（れんけつどこう）とも。縄文時代早期に見られる。楕円形または隅丸二等辺三角形の土坑にトンネル状の煙出し（煙道）が付くもの。1種の屋外炉で、煮炊きや燻製の調理などに使用されたと考えられている[8][9][10]。

- 集石（しゅうせき）:単に集石と呼ばれることが多いが、集石炉（しゅうせきろ）と呼ばれることもある[11]。縄文時代にみられ、地面を掘りくぼめた中に多量の礫を充填し、火をかけて高熱にし、蒸し焼き調理を行なったと考えられている。

### 生産関連遺跡における炉
- 鍛冶炉（かじろ）:砂鉄や鉄鉱石から純度の高い鉄を製錬する精錬鍛冶や、精錬鍛冶を通じて得られた純度の高い鉄素材を鍛練して鉄器を製作する鍛練鍛冶に使われた炉で、地面を掘りくぼめた火床炉として製鉄遺跡から検出される。広義には鞴（ふいご）の羽口（はぐち）等の付属装置も炉の一部として捉えられる[12]。